# Ikoziprisekan dodekadodekaeder
| Ikoziprisekan fodekaeder                | Ikoziprisekan fodekaeder                                |
| --------------------------------------- | ------------------------------------------------------- |
|                                         |                                                         |
| Vrsta                                   | uniformni zvezdni polieder                              |
| Elementi                                | F = 44, E = 180, V =120 ({\displaystyle \chi \,} = -16) |
| Stranske ploskve po stranicah           | 20{6}+12{10}+12{10/3}                                   |
| Wythoffovi simboli                      | 3 5 5/3 \|                                              |
| Simetrijska grupa                       | Ih, [5,3], *532                                         |
| Bowerjeva okrajšava                     | Idtid                                                   |
| Sklici                                  | U45, C57, W84                                           |
| tridiakisni ikozaeder (dualni polieder) | 6.10.10/3 slika oglišč                                  |

Ikoziprisekan dodekaeder je nekonveksni uniformni polieder z oznako (indeksom) U45.

## Konveksna ogrinjača
Konveksna ogrinjača je neuniformni veliki rombiikozaeder.
| prisekan ikozidodekaeder | konveksna ogrinjača | ikoziprisekan dodekaeder |

## Kartezične koordinate
Kartezične koordinate vseh oglišč ikoziprisekanega dodekaedra so vse parne permutacije vrednosti:
(±(2−1/τ), ±1, ±(2+τ))
(±1, ±1/τ2, ±(3τ−1))
(±2, ±2/τ, ±2τ)
(±3, ±1/τ2, ±τ2)
(±τ2, ±1, ±(3τ−2))
kjer je τ = (1+√5)/2  zlati rez, ki ga včasih označujemo s  φ.